# 제곱근 행렬
수학에서 행렬의 제곱근(Square root of a matrix) 또는 제곱근 행렬은 제곱근이라는 개념을 수의 체계에서 행렬로 확장한 것이다.
행렬 곱 B B 가 A와 같으면 행렬 B는 A의 제곱근이라고한다.

## 성질
일반적으로 임의의 한 행렬은 여러 개의 제곱근을 가질 수 있다. 예를 들어,
행렬{\displaystyle \left({\begin{smallmatrix}33&24\\48&57\end{smallmatrix}}\right)}은 {\displaystyle \left({\begin{smallmatrix}1&4\\8&5\end{smallmatrix}}\right)}과{\displaystyle \left({\begin{smallmatrix}5&2\\4&7\end{smallmatrix}}\right)} 제곱근이있다. 또한 그들의 부가적인 반전을 포함한다.
{\displaystyle \left({\begin{smallmatrix}5&2\\4&7\end{smallmatrix}}\right)} {\displaystyle \left({\begin{smallmatrix}5&2\\4&7\end{smallmatrix}}\right)} {\displaystyle ={\begin{pmatrix}(5\cdot 5+2\cdot 4)&(5\cdot 2+2\cdot 7)\\(4\cdot 5+7\cdot 4)&(4\cdot 2+7\cdot 7)\end{pmatrix}}} {\displaystyle ={\begin{pmatrix}(25+8)&(10+14)\\(20+28)&(8+49)\end{pmatrix}}}{\displaystyle ={\begin{pmatrix}(33)&(24)\\(48)&(57)\end{pmatrix}}}

## 예
2×2 단위 행렬 {\displaystyle {\bigl (}{\begin{smallmatrix}1&0\\0&1\end{smallmatrix}}{\bigr )}}에서처럼 대칭의 제곱근 행렬들도 포함하게 되므로 제곱근 행렬의 수는 보다 더 많아 진다.
{\displaystyle {\frac {1}{t}}\left({\begin{matrix}s&r\\r&-s\end{matrix}}\right),\quad {\frac {1}{t}}\left({\begin{matrix}s&-r\\-r&-s\end{matrix}}\right),\quad {\frac {1}{t}}\left({\begin{matrix}-s&r\\r&s\end{matrix}}\right),\quad {\frac {1}{t}}\left({\begin{matrix}-s&-r\\-r&s\end{matrix}}\right),\quad \left({\begin{matrix}1&0\\0&\pm 1\end{matrix}}\right),\quad \left({\begin{matrix}-1&0\\0&\pm 1\end{matrix}}\right)}
{\displaystyle (r,s,t)}는 피타고라스 정리에 등장하는 등식 {\displaystyle r^{2}+s^{2}=t^{2}}을 만족시키는 세 양의 정수 튜플이다.

## 같이 보기
- 피타고라스 삼조
- 부호 행렬